# هيثر دورف
هيثر دورف (بالإنجليزية: Heather Dorff)‏ هي منتجة أفلام وكاتبة سيناريو وممثلة أمريكية، ولدت في 1986.

## وصلات خارجية
- الموقع الرسمي
- هيثر دورف على موقع IMDb (الإنجليزية)
- هيثر دورف على موقع قاعدة بيانات الفيلم (الإنجليزية)
- هيثر دورف على موقع كينوبويسك (الروسية)